# مجزرة مخيم النصيرات للاجئين (12 ديسمبر 2024)
تشير مجزرة مخيم النصيرات للاجئين في ديسمبر 2024 مجزرة إرنكبها سلاح الجو الإسرائيلي بشنه غارة جوية نفذتها في 12 ديسمبر 2024 على منزل عائلة الشيخ علي وعائلة البيومي، بالقرب من بريد النصيرات في مخيم النصيرات في محافظة دير البلح وسط غزة، مما أسفر عن استشهاد ما لا يقل عن 33 مدنيًا فلسطينيًا بينهم نساء وأطفال وإصابة 50 آخرين وأكثر من 84 مفقودا ومصابًا. استهدفت الغارة الجوية منشأة بريدية تُستخدم كمأوى للمدنيين، وتسببت في أضرار جسيمة بالمباني السكنية المجاورة.

## الخلفية
مخيم النصيرات هو مخيم للاجئين الفلسطينيين يقع في وسط قطاع غزة، على بعد خمسة كيلومترات شمال شرق دير البلح. تعرض مخيم النصيرات للاجئين للقصف بشكل متكرر منذ بداية الحرب على غزة. في 18 أكتوبر 2023، وتعرض مسجد النصيرات الكبير للقصف ودُمر بفعل الغارات الجوية الإسرائيلية.
في 8 يونيو 2024، نفذ جيش الاحتلال الإسرائيلي ووحدة الاليمام عملية عسكرية لإنقاذ أربعة رهائن إسرائيليين لدى حماس في النصيرات، بما في ذلك نوح أرغماني، في المخيم، وأفادت وزارة الصحة في غزة بإستشهاد ما لا يقل عن 274 فلسطينيًا وإصابة 698 آخرين في الغارات الجوية الإسرائيلية على مخيم اللاجئين أثناء العملية، مما تسبب في غضب دولي واعتبر الهجوم مذبحة.

## المجزرة
في 12 ديسمبر 2024، نفذت القوات الجوية الإسرائيلية غارة جوية استهدفت مبنى سكني شاهق الارتفاع يحتوي على منشأة بريدية، والتي كانت تُستخدم كمأوى مدني للغزيين النازحين بسبب الغزو الإسرائيلي المستمر لقطاع غزة. وأفاد أفراد الطوارئ الطبية أن الغارة الجوية تسببت في انهيار المبنى الشاهق الارتفاع مع تصاعد الدخان من الحطام، وتسببت في أضرار جسيمة للمباني السكنية المجاورة.

### الخسائر والضحايا
وقد استقبلت منشأتان طبيتان، مستشفى العودة في شمال غزة ومستشفى شهداء الأقصى في وسط غزة، ضحايا من جراء المجزرة، وأسفرت الضربة عن سقوط عدد كبير من الضحايا المدنيين، حيث تأكد مقتل ما لا يقل عن 33 شخصًا وإصابة حوالي 50 شخصًا بجروح، وكان الأطفال يشكلون غالبية الجرحى. وقد أثرت الضربة الجوية في المقام الأول على عائلة الشيخ علي الممتدة، والتي شكلت غالبية الضحايا. وقد أدرجت وزارة الصحة الفلسطينية هذه الضحايا في إحصاءاتها الأوسع نطاقًا للصراع، والتي وثقت حتى هذه النقطة أكثر من 44800 شهيد فلسطيني منذ أكتوبر 2023.

## ردود الفعل

### فلسطين
ووصف المكتب الإعلامي الحكومي في غزة الهجوم بأنه "مجزرة وحشية وشنيعة"، مؤكداً أن القوات الإسرائيلية كانت على علم بطبيعة المنطقة المستهدفة المدنية، وأشار المكتب على وجه التحديد إلى وجود مبان سكنية تؤوي "مدنيين وأطفالاً ونساء ونازحين".
- السلطة الفلسطينية: أدانت وزارة الخارجية والمغتربين الفلسطينية وقالت أن «المجزرة الوحشية التي ارتكبها الاحتلال الإسرائيلي وأدت لاستشهاد وإصابة عشرات المواطنين، وتدمير هائل في المباني نتيجة مباشرة لتخاذل المجتمع الدولي وفشله بتنفيذ قراراته والتزاماته وهو ما يشجع الاحتلال على تعميق جرائمه واستكمال تدميره الممنهج لقطاع غزة، وتحويله إلى منطقة لا تصلح للحياة بهدف تهجير السكان بالقوة وأن التدمير المتواصل لشمال القطاع والانتقال لمدينة غزة» وحملت الوزارة المجتمع الدولي المسؤولية عن «تقاعسه في حماية الشعب الفلسطيني ووقف حرب الإبادة والتهجير»، وطالبت بوقف العدوان فورا وتوفير الحماية الدولية، وتنفيذ القرارات الأممية ذات العلاقة.[12]
- قطر: أدانت وزارة الخارجية القطرية بأشد العبارات، المجزرة، وأكدت «الحاجة الملحة لتحرك دولي عاجل لتوفير الحماية للشعب الفلسطيني الشقيق في ظل جرائم الاحتلال الوحشية والمتكررة بحقه» وشددت على «ضرورة تعزيز الجهود الإقليمية والدولية لإنهاء العدوان الإسرائيلي على غزة فورا لتجنب سقوط مزيد من الأبرياء العزل، والسعي لمعالجة الأوضاع الإنسانية المأساوية بالقطاع، ومنع اتساع دائرة العنف في المنطقة».[13]